# Joost van Geel
Joost van Geel (Rotterdam, 20 oktober 1631 – aldaar, 31 december 1698) was een Nederlands kunstschilder, zakenman en dichter.
Hij was opgeleid tot handelaar maar werd als dichter en schilder bekend. Van Geel maakte in zijn jeugd reizen door Frankrijk, Duitsland en Engeland om zijn schildertechniek te verbeteren. Aangenomen wordt dat hij een leerling was van Gabriël Metsu, die weleens schilderijen van Van Geel als zijn eigen werk uitgaf. Van Geel's stijl lijkt ook op die van zijn stadgenoot Jacob Ochtervelt. Van Geel had een voorkeur voor huiselijke en Bijbelse taferelen als onderwerp maar schilderde ook zeegezichten.
Van Geel schreef ook gedichten, waarvan enkele bij zijn leven los uitgegeven werden. In 1724 verschenen zijn verzamelde gedichten postuum gebundeld. Hij huwde in 1666 en kreeg vijf kinderen, van wie er twee jong stierven.
In 2011 werd in het tv-programma Tussen Kunst & Kitsch een schilderij van hem met de titel 'Het Kantwerkstertje' ontdekt, dat aldaar getaxeerd werd op 250.000 euro.
In Rotterdam is een straat naar hem vernoemd: Joost van Geelstraat (Benoemingsbesluit B&W 07-03-1900).

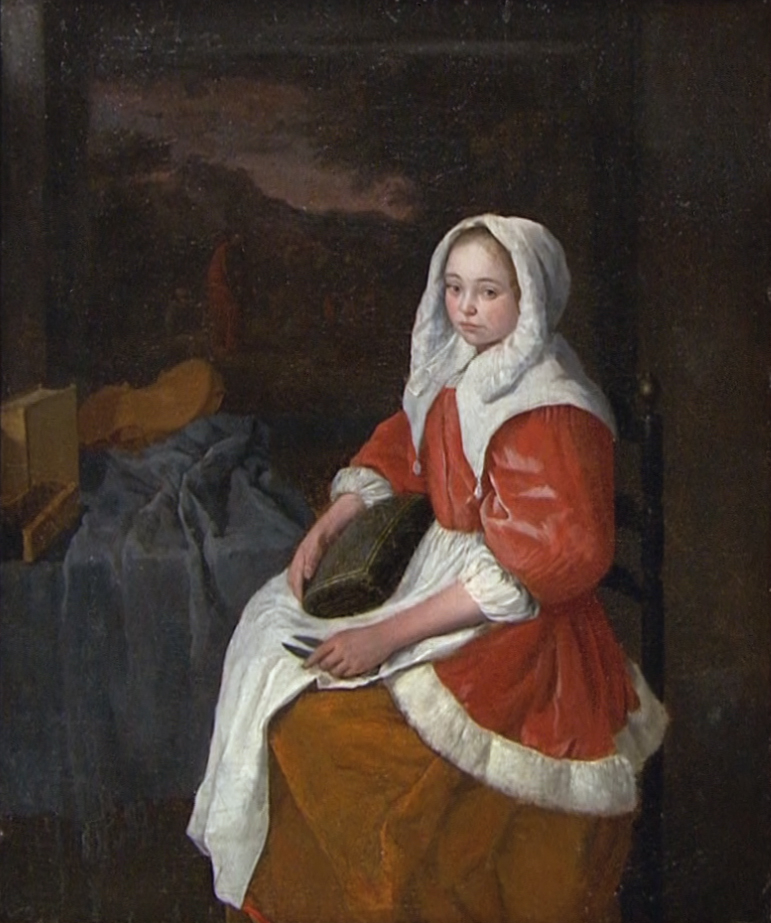
Het kantwerkstertje (Joost van Geel)

- Biografisch Portaal: 54226190
- Digitale Bibliotheek voor de Nederlandse Letteren: geel004
- Gemeinsame Normdatei: 1023714329
- International Standard Name Identifier: 0000 0000 7004 5125
- Library of Congress Control Number: nb2001042447
- Nederlandse Thesaurus van Auteursnamen: 069523347
- RKD-Nederlands Instituut voor Kunstgeschiedenis: 30587
- Union List of Artist Names: 500029024
- Virtual International Authority File: 95860822
- WorldCat: E39PBJpPDqBprCwFTFfWKr7JXd